# Albligen
Albligen (Frans (verouderd): Albenon) is een plaats en voormalige gemeente in het Zwitserse kanton Bern en maakt deel uit van het district Bern-Mittelland.
Albligen telt 486 inwoners.